# 亚飞廉属
亚飞廉属（学名：Alfred）是菊科下的一个属，为多年生、分枝草本植物。该属共有约6种，分布于西伯利亚和土耳其。